# Pseudoluperus viridis
Pseudoluperus viridis es una especie de insecto coleóptero de la familia Chrysomelidae.
Fue descrita científicamente en 1892 por Martin Jacoby.